# Odilon-Jean Périer
 (décembre 2023).
Si vous disposez d'ouvrages ou d'articles de référence ou si vous connaissez des sites web de qualité traitant du thème abordé ici, merci de compléter l'article en donnant les références utiles à sa vérifiabilité et en les liant à la section « Notes et références ».
Pour les articles homonymes, voir Périer.

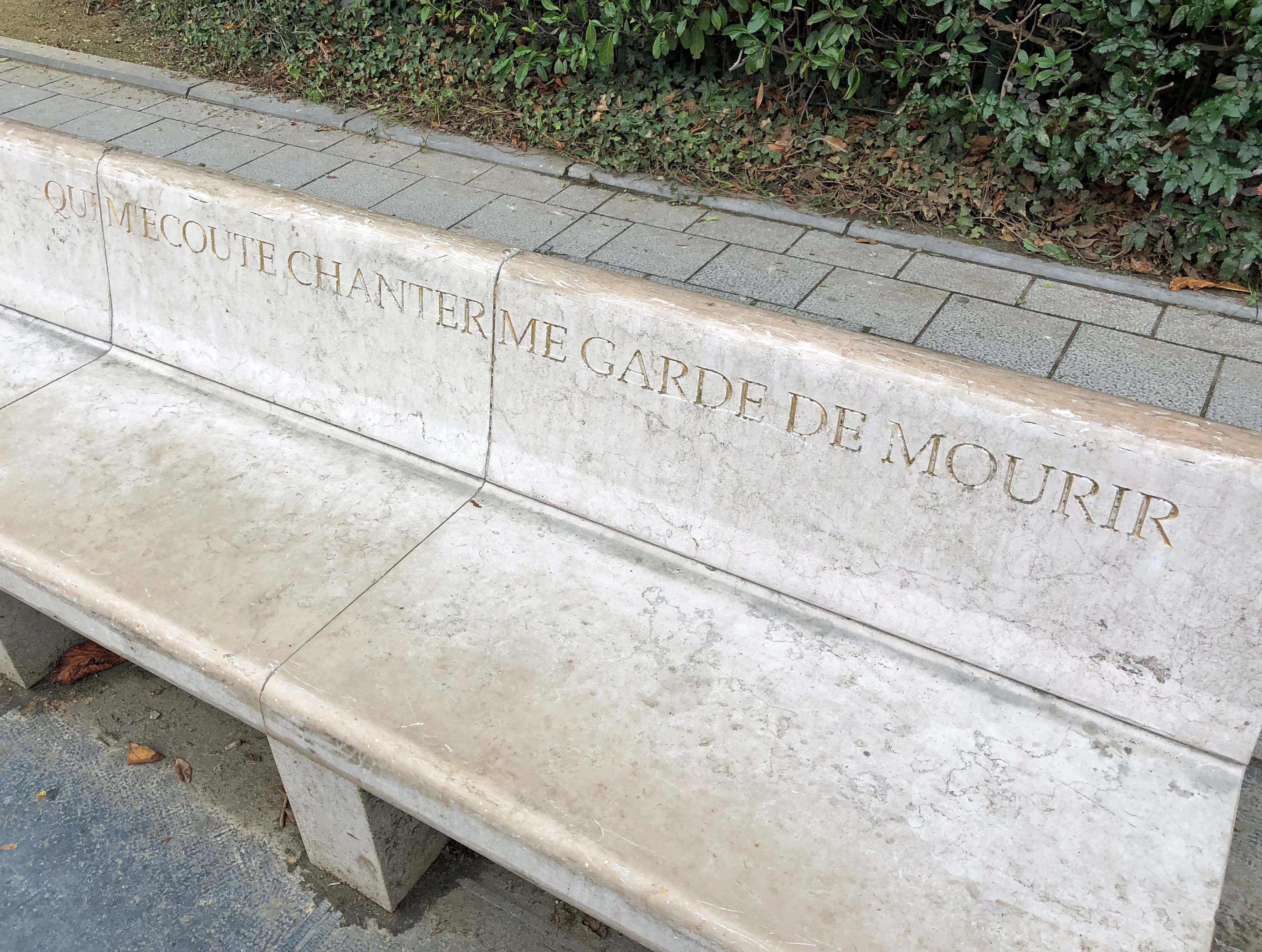
Vers gravés sur le banc de la Fontaine du Poète :

Odilon-Jean Périer est un poète belge d'expression française né à Bruxelles le 9 mars 1901 et mort dans la même ville le 22 février 1928. 

## Biographie
Il a vécu successivement rue Defacqz 50, dans une maison Art nouveau de Paul Hankar, et au 268, avenue Louise, entre la rue Gachard et la chaussée de Vleurgat.
Son prénom de naissance est Jean, mais il choisit le pseudonyme Odilon-Jean Périer pour éviter la confusion avec l'acteur Jean Périer.
Fils de banquier et petit-fils du général Albert Thys, apparenté aux ministres Paul Janson et Paul-Henri Spaak, il fait ses humanités à l'athénée Royal d'Ixelles. Il se destine au droit, qu'il étudie à l'ULB, anciennement située dans le Palais Granvelle, rue des Sols, au Centre-ville.
Il se lie à Franz Hellens, animateur de la revue d'avant-garde Le Disque vert, et avec le jeune Henri Michaux qui a passé son enfance dans la même rue Defacqz (n° 69). Il côtoie également les surréalistes bruxellois et plus particulièrement les animateurs de la revue Correspondance, dirigée par Paul Nougé, Camille Goemans, le musicien André Souris, etc.
Poète des réalités simples et quotidiennes, profondément amoureux de Bruxelles, il a également laissé un roman d'inspiration dadaïste, Le Passage des anges (1926), dont le thème semble avoir été exploité dans Les Ailes du désir de Wim Wenders, ainsi qu'une pièce de théâtre, Les Indifférents (1925). Il était également un peintre dessinateur doué.
Il se marie et meurt à l'âge de 26 ans d'une péricardite rhumatismale, sans avoir connu son fils. Une fontaine a été érigée en son honneur, avenue Louise à Bruxelles. Il est inhumé à Dalhem. 
En 2001, centième anniversaire de la naissance du poète, la Maison du Livre à Saint-Gilles lui a consacré une exposition, proposant de nombreux manuscrits illustrés par des peintres de renom, à l'occasion du centenaire de sa naissance (commissaire de l'exposition  : Joël Goffin). Ce Fonds a été inventorié par les Archives et Musée de la Littérature. 
Son poème le plus célèbre a pour titre : Je t'offre un verre d'eau glacée

## Œuvres
- Ariane-des-eaux, (1919, La Patrie belge)
- Hermès-des-Oliviers, (1919, La Patrie belge)
- Orphée-des-Vignes, (1919, La Patrie belge)
- Le combat de la neige et du poète, (1919-1920, poésie)
- La Vertu par le chant, (poésie)
- Notre mère la ville',' (1920-1922, poésie, éditions du "Disque Vert")
- Le Citadin, (20 janvier 1924: poésie)
- Les Indifférents, (1925, théâtre)
- À tous hasards, (1925, jeu de cartes)
- Le Passage des anges, (1926, roman). Réédition Finitude, 2007.
- Le Promeneur, (1927, poésie)
- La Maison de verre, (1927, poésie)
- Lettre ouverte à propos d'un Homme et d'une Ville, (1927, autobiographique)
- La Visite, (1928, poésie)
- Les bûcherons, (1926, théâtre)
- Le Corps fermé, (1926, poésie, inédit, édition en 1952)
- Grande bête dorée, Amour couleur de femme (poème 1901-1928)
- Vieillir, le buveur de café.

Bibliographie rédigée d'après la thèse de Madeleine Defrenne, Odilon-Jean Périer, Bruxelles, Palais des Académies, 1957.
- Le promeneur, présenté par Michel Bulteau, Éditions de la Différence, coll. « Orphée », Paris, 1989.

- Ton visage est le mot de la nuit étoilée  La maison de verre

### À propos de l'auteur
- Odilon-Jean Périer, Auguste Marin, L'avant-Poste, Bruxelles, 1939
- Odilon-Jean Périer, Madeleine Defrenne, Bruxelles, Palais des Académies, 1957
- Préface à l'œuvre d'Odilon-Jean Périer, Eric de Haulleville, Sang Nouveau, 1933
- Odilon-Jean Périer et l'amitié, (Eric de Haulleville, Yggdrasill, 1937)
- Odilon-Jean Périer, Numéro spécial de la revue Le Thyrse, 1er février 1948, avec des textes de Armand Bernier, Roger Bodart, Benoît Braun, Joseph Delmelle, André Gascht, Alain Gerdier, Robert Guiette, Franz Hellens, Guy Lavaud, Auguste Marin, Mélot du Dy, Charles Moisse, Robert de Saint Guidon, J. André Saintonge, Jules Supervielle, Edmond Vandercammen, Louis Wennekens.
- Deux Poètes belges,  Émilie Noulet, Combat, Paris, 4 septembre 1952,